# 艾未未
艾 未未（アイ・ウェイウェイ、がい みみ、1957年5月18日 - ）は、中国の現代美術家・キュレーター・建築家・文化評論家・社会評論家。
中国の現代美術がまだ始まったばかりの1980年代から美術家として活躍し、中国の美術および美術評論を先導して世界各地で活動してきた。一方で、社会運動にも力を入れている。妻は芸術家の路青（ろ せい、ルー・チン、Lu Qing）。

## 経歴
本来の名は蔣未未で、艾未未は筆名である。祖籍は浙江省金華県。著名な詩人である艾青（がいせい、アイ・チン、Ai Qing, 本名・蒋正涵）を父に、同じく詩人である高瑛（こうえい、カオ・イン、Gao Ying）を母に北京で生まれた。艾青は文化大革命で非難され中国共産党から除名され、一家で新疆ウイグル自治区の労働改造所（労改、強制収容所）に送られた。幼かった艾未未も5年間を労働改造所で暮らしている。
1978年、艾は授業を再開した北京電影学院に入学した。同期には中国を代表する映画監督となった陳凱歌（チェン・カイコー）、張芸謀（ちょう・げいぼう、チャン・イーモウ）らがいた。同じ年、艾は黄鋭、馬徳昇、王克平らが結成した文革後初の前衛芸術のグループ、星星画会の結成に加わる。このグループは20世紀初頭の美術からポップアート、パフォーマンスアートまでを一気に展開したが、中国当局の圧力を受けて1983年までには活動を停止させられ、主なメンバーは国外へ散っていった。
1981年から1993年まで、艾はアメリカに移り、主にニューヨークに住んでパフォーマンスアートやコンセプチュアル・アートの制作に励み個展を開催しグループ展に参加した。ニューヨークではパーソンズ美術大学に在籍している。
1993年、艾は父の病気のため中国へ戻った。艾は北京の東郊外の大山庄で「北京東村」と呼ばれる実験芸術家のグループの形成を手助けした。このグループには張洹や馬六明といったパフォーマンスアーティストらが参加し1990年代前半の中国現代美術の焦点になった。また艾はこれら若い世代の美術家に関する美術書、『黒皮書』（Black Cover Book、1994年刊）、『白皮書』（White Cover Book、1995年刊行）、『灰皮書』（Gray Cover Book、1997年刊行）を出している。

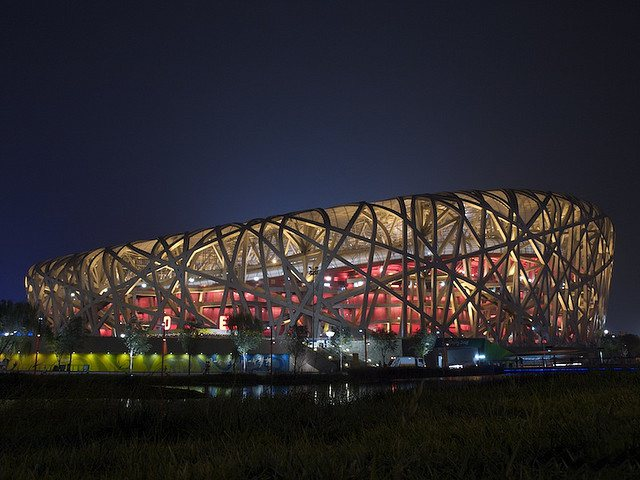
北京国家体育場（鳥の巣）。

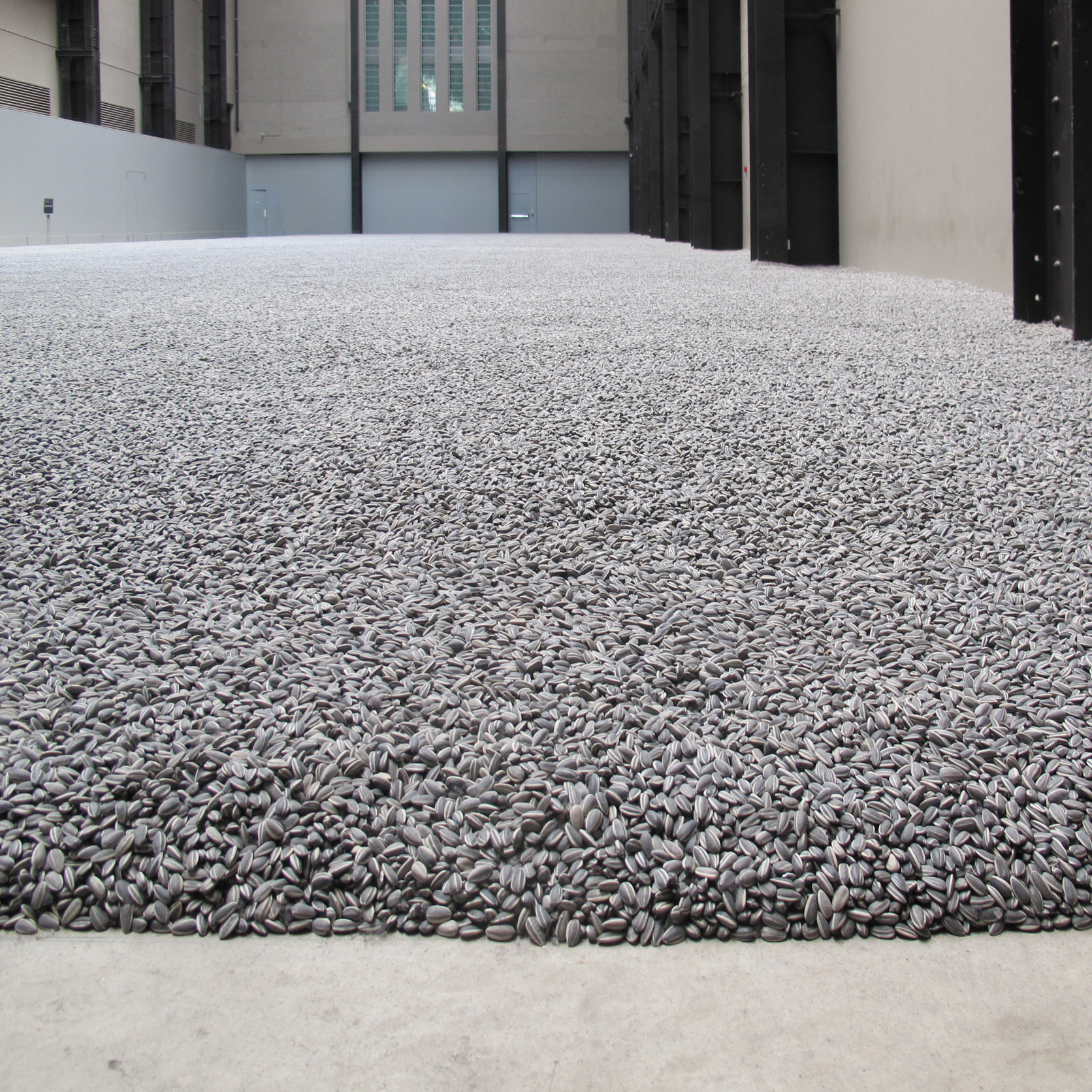
2011年にロンドンのテート・モダンで発表した『ひまわりの種』。景徳鎮で1600人の陶工により制作された陶磁器製の種は、大量消費、最新の企業に押される伝統的な工業にかかわる人々、飢饉の非常食、一斉に太陽の方を向く花などを想起させる。

2000年には馮博一、華天雪とともにグループ展「不合作方式　Fuck Off」をキュレーション（企画）し、上海ビエンナーレにぶつけるように上海市内で開催した。この展覧会は、肉体を酷使するパフォーマンスアーティストのみならず、人間の本物の死体を用いた作品を作るアーティストまでが登場する激しいものであった。
同じ2000年に艾は北京北東郊外の大山子芸術区の近くに草場地芸術区（Caochangdi）を作り、そこに移転した。これは新築の倉庫風の建物や再利用した古い倉庫にアトリエやギャラリーなどを集積させた地域で、艾も自らのスタジオ「REAL/FAKE」をここに開いている。2011年4月に北京空港で勾留されたが、同年6月に保釈された。
2015年よりドイツ在住、20年初までには英ケンブリッジに移った。

## 展覧会
艾は展覧会を企画するほか、自らも美術家としてオーストラリア、ベルギー、フランス、ドイツ、イタリア、日本、韓国、アメリカなど世界各地で個展を開き、また大型国際展に参加している。参加した国際展の中には、1999年の第48回ヴェネツィア・ビエンナーレや、2002年の第1回広州ビエンナーレ、2006年のシドニー・ビエンナーレ、2007年のドクメンタ12などがある。
日本では森美術館やミサシンギャラリーで個展を開催している。2013年に北米を巡回した「アイ・ウェイウェイ展― 何に因って？」展のキュレーターは森美術館の片岡真美が務めた。

## 建築
2006年、艾と HHF Architects はニューヨーク州のハドソン川沿いにあるコロンビア郡で、投資家で美術コレクターのクリストファー・ツァイ（Christopher Tsai）の私邸を設計した。ニューヨーク・タイムズによれば、2008年に完成したこの家は中国現代美術のコレクションを納めるために作られるものであったという。
艾は、北京オリンピックの主会場である北京国家体育場（鳥の巣）の建設にあたり、芸術顧問として設計者のスイス人建築家ユニットヘルツォーク&ド・ムーロンと共同制作を行った 。艾はオリンピック開催に失望し反対する考えを示していたが、これらは中国の報道からは無視された。後に艾は国家体育場建設やオリンピック関係のイベントから手を引いた。2007年には2008年北京オリンピックの開会式演出に起用された蔡國強、張芸謀やスティーヴン・スピルバーグらに対して、モラルの判断や芸術家としての責任を果たさずにこのようなイベントに関わることについて非難している。一方でなぜ「鳥の巣」の設計に携わることにしたのかとの質問には、全民族の楽しいお祭りだと当初は思っていたからで、その後政治的プロパガンダに過ぎないとわかったので手を引いたと述べている。結局、艾はオリンピック開会式に出席することはなかった。

## 社会運動
2008年5月の四川大地震で多くの児童・生徒・学生が校舎の下敷きになり死亡し、家族の抗議を中国当局がはねつけ被害の全貌が明らかにされないでいることに関して、2008年12月15日、艾は自らのブログを通じて犠牲の実態調査を始めることにした。このプロジェクトは事実、責任、権力といった事柄を考察するためのもので、2009年5月12日の震災一周年までに、地震で死んだ児童・生徒・学生すべての名簿（学校、氏名、年齢、学年など）を作成することにある。多くの情報が寄せられ、2009年4月14日の時点で5,385人の犠牲者がリストアップされた が、この調査の拠点になっていた艾のブログは管理者により削除された。艾はなおも複数のブログやフォーラムを通じて調査を行っており、調査で集まった名前と、この調査に関して書かれた記事をまとめて出版する予定でいる。2009年8月に学校倒壊や欠陥を調査する目的で活動家らと成都市を訪問した際に艾は警官に殴打され、以後頭痛を訴えるようになった。9月にはドイツのミュンヘンで入院し、脳内出血と診断され手術を受けた。
2010年4月には、四川大地震2周年にあたり被害者を祈念するためにマイクロブログサイトのtwitterで「念」 と名づけた記念活動を呼びかけている。この活動の参加者は「四川大地震で遭難した学生名簿」から自ら被害者の名前を選択して読んで録音する。録音したファイルを艾未未制作室に送り、艾がファイルを一つに編集するという形をとるものだった。収録した音声は四川大地震記念日の前にインターネットで公開する予定でいる。

## 自宅軟禁・拘束
2010年11月、北京の自宅において中国当局により軟禁された。艾は四川大地震で校舎の下敷きになり児童が死亡したことについて、当局の責任追及をしたり、上海市の人権活動家馮正虎のドキュメンタリー制作に関わっていた。
2011年4月3日、艾は香港へ行く予定だったが北京首都国際空港で出国審査を受けた際に、2名の出国審査官に彼の助手と引き離され、他の場所へ連行された。その後、艾の携帯電話の電源は切られ、艾とは連絡が取れなくなった。同時に艾のスタジオ付近には15-20名の私服警察が展開し、艾のスタジオを捜索し取り調べを行うため、8名のスタッフを北京市朝陽区南皋出張所へ連行した。一方、艾の妻である路青は警察により一人自宅に軟禁状態となった。艾のスタジオの入口前後50メートル先には立ち入り禁止区域が設けられ、いかなる人物も車両も近づけなくなった。新浪微博で「艾未未」をキーワードで検索すると、「関連法規および政策に基づき、検索結果は表示しません」と表示された。同時に新浪は艾の拘束関連の内容をすべて遮断し、アメリカの著名な建築家Lebbeus Woodsは自身のブログで「成都で建設中のわたしのプロジェクトを一時中止する。さらに、艾未未が釈放されるまで中国に関連するすべての建築プロジェクトを一切受けない。」という声明を発表した。4月6日の時点では中国の国営メディアは艾の拘束は出国手続きの不備によるものとしていたものの、4月7日に中国外務省は艾は経済犯として逮捕されたと述べ、後に艾のスタジオによる脱税容疑が原因とされた。
2011年4月4日、国際人権救援機構(Amnesty International)アジア太平洋地域責任者のサム・ザーリフィ(Sam Zarifi)は、艾は「中国ジャスミン革命」についての呼びかけに一切関与しておらず、艾を逮捕する理由は見当たらないと指摘した。妻の路青がAP通信の記者の取材に対し、「警察は艾未未がどこにいるのか、なぜ彼を拘束したのか、またどのくらい拘束するつもりなのかについて一切答えなかった」と話した。ドイツのギド・ヴェスターヴェレ外相、イギリスのウィリアム・ヘイグ外相、フランス外務省、アメリカ合衆国国務省、CrabClubは中国当局に艾を直ちに釈放するよう求めている。
艾は同年6月22日に保釈となった。報道によると、理由は艾が罪状を認めたことや持病を考慮してのこととしているが、前記の国際的批判をかわすためとの観測もされている。
釈放後の6月末、北京市地方税務局は艾のスタジオに対して、脱税を理由に1,200万元以上の巨額の追徴金支払いを命じた。艾はこれに抗議して裁判所に支払いの取り消しを求めて提訴した。翌2012年6月にようやく裁判が始まったものの、スタジオの代表である妻の路青だけが出廷を許可され艾は出廷を拒否されている。
釈放後、中国当局にパスポートは没収されていたが2015年7月22日、艾は自身のTwitterやInstagramのアカウントにパスポートを取得した事を明らかにした。英国王立芸術学院が9月から12月にかけて艾の作品の展覧会を催すため、艾はこの展覧会に参加するためにイギリスに6ヶ月の商用ビザを申請したが、イギリス当局は「犯罪歴を申告しなかった」として発給を認めず、20日間のビザしか認めなかった。艾と、艾を支援している複数の人権団体は「起訴されたことも、有罪判決を受けたこともない」と主張しイギリスの対応を批判している。この申請期間中の2015年10月に習近平国家主席がイギリスを訪問することから、イギリスがこれに配慮して人権問題よりも中国との貿易を優先させたとの見方もある。一方、北京のイギリス大使館はビザ発給を拒否した事実はないとして、艾が申請した全期間にイギリスに滞在できる許可を出したとしており、艾の主張を否定している。艾は結局、7月30日にイギリスではなく、息子が住むドイツに出国した。2015年7月31日、イギリスは一転して艾の申請通りのビザを発給すると発表した。また、艾に謝罪の手紙も送ったという。

## 日本語文献
- 『アイ・ウェイウェイ　何に因って？』森美術館編、淡交社、2009年
- ハンス・ウルリッヒ・オブリスト『アイ・ウェイウェイは語る』尾方邦雄訳、みすず書房、2011年。解説坪内祐三
- 『艾未未読本』牧陽一編、集広舎、2012年
- 『アイ・ウェイウェイ主義』ラリー・ウォーシュ編、木下哲夫訳、ブックエンド、2013年
- 『アイ・ウェイウェイスタイル　現代中国の不良』牧陽一編・解説、勉誠出版、2014年
- 宮本真左美『艾未未アート「戦略」—アートが「政治」を超えるとき』水声社、2023年